# Głowbity
Głowbity (niem. Glaubitten) – osada w Polsce położona w województwie warmińsko-mazurskim, w powiecie kętrzyńskim, w gminie Korsze.
W latach 1975–1998 miejscowość administracyjnie należała do województwa olsztyńskiego. Wchodzi w skład sołectwa Dłużec Wielki.

## Położenie geograficzne

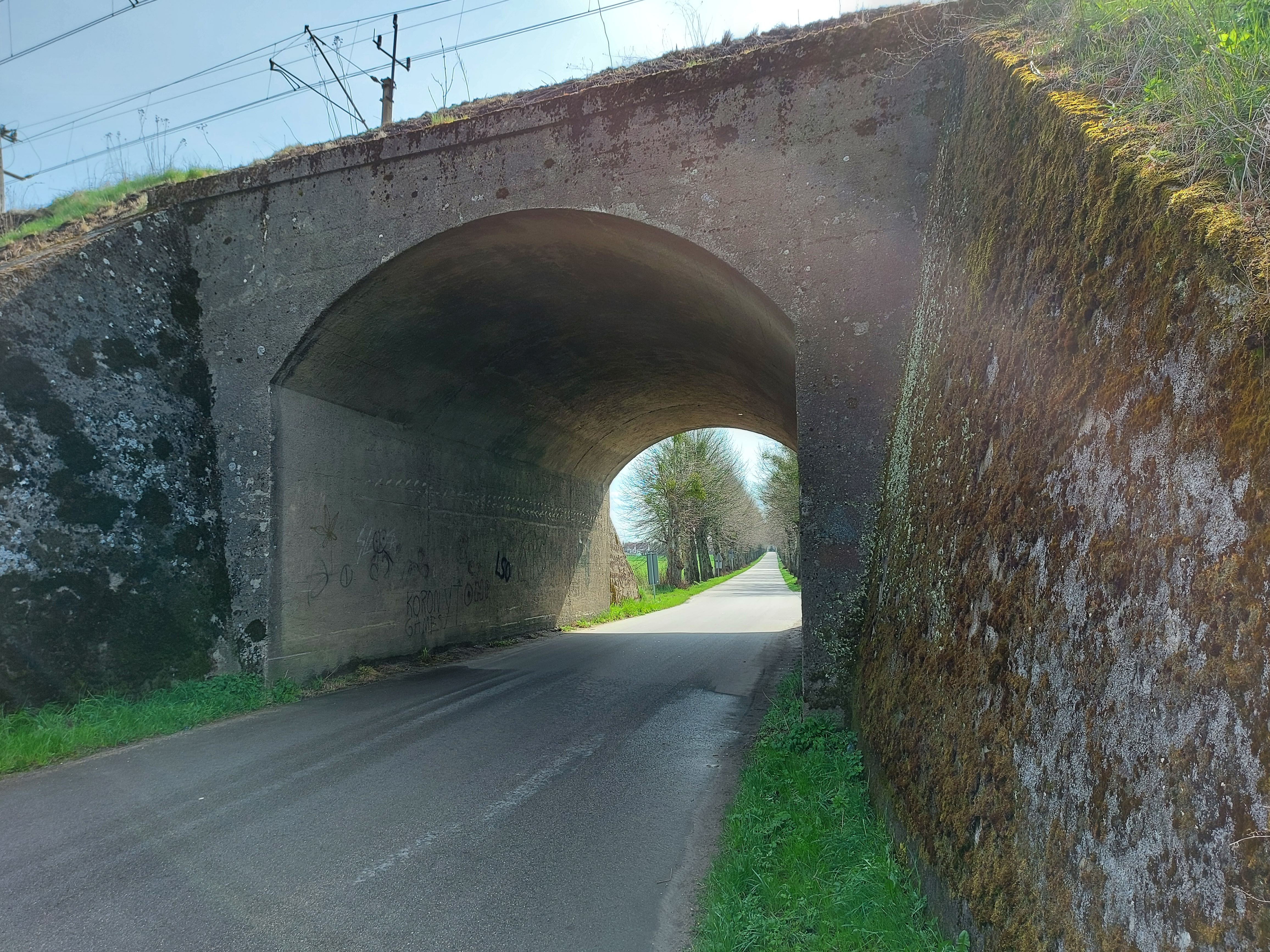
Wiadukt kolejowy pod Głowbitami

Osada jest położona w środkowo-zachodniej części gminy Korsze. Pod względem historycznym miejscowość leży w Prusach Dolnych, na obszarze dawnej pruskiej Barcji. Pod względem fizycznogeograficznym jest położona na Nizinie Sępopolskiej, będącej częścią Niziny Staropruskiej. Na zachód od zabudowań wsi płynie Sajna. Osada leży przy drodze powiatowej nr 1580N, w odległości 3 km od osady Korsz i 2,3 km od wsi Dłużec Wielki.

## Ochrona przyrody
Na zachód od zabudowań osady na osi południe-północ rozciąga się Obszar Chronionego Krajobrazu Doliny Rzeki Guber, który obejmuje także dolinę Sajny, dopływu Gubra.
W parku podworskim w Głowbitach rośnie 15 szt. dębów szypułkowych o obwodzie pnia 380-600 cm. 11.06.1984 zostały one zarejestrowane jako pomnik przyrody.

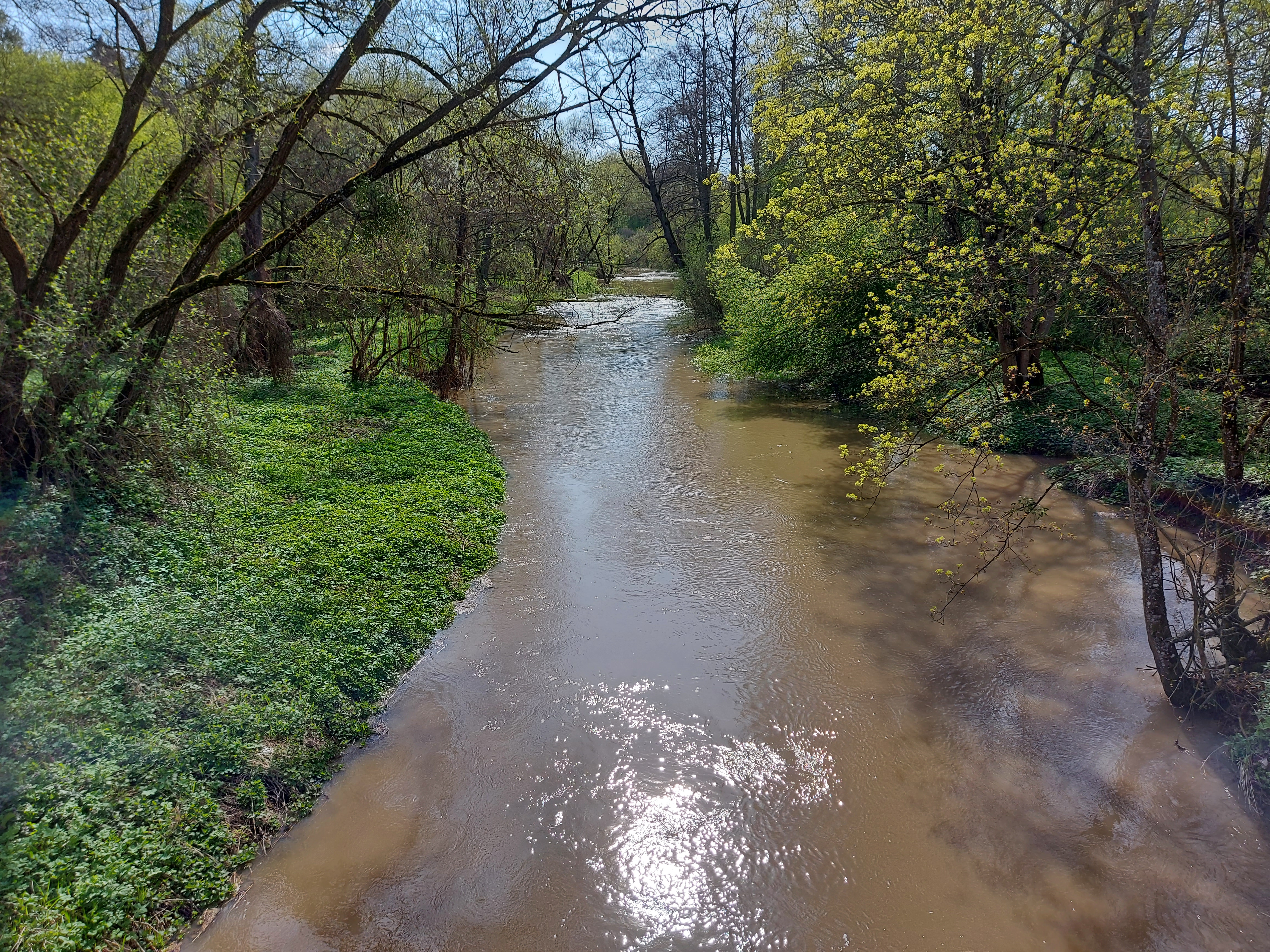
Sajna pod Głowbitami